# Où vont les rêves
Albums de Michel Jonasz
Pôle Ouest
(2000) Michel Jonasz
(2005)
Où vont les rêves est un album de Michel Jonasz sorti en 2002.
Il est accompagné de Steve Gadd à la batterie, Étienne M'Bappé à la basse et Lionel Fortin au piano.

## Liste des pistes
1. Terre 4:24
2. Où vont les rêves 3:59
3. Vieux style 4:00
4. Le Lafontaine 4:59
5. Le Grand-père 4:26
6. Doucement 3:19
7. Mélancolie 3:55
8. Modern Hotel 3:29
9. Le Rythm'n'blues 3:01
10. Je pense à elle tous les jours 3:45
11. Juste une bouffée d’air pur 3:51